# Aylostera
Aylostera es un género de plantas suculentas perteneciente a la familia Cactaceae. Contiene 27 especies aceptadas.

## Descripción
Las especies de este género son plantas con tallos esféricos o cilíndricos que se arquean y forman grupos en forma de cojín. Presentan costillas divididas en pequeños tubérculos dispuestos en espiral, cuyo número varía de 11 a 25. 
Las areolas de los tallos son afelpadas y blancas. Encontramos dos tipos de espinas:
- Las espinas radiales pueden tener hasta 7 mm de largo y su número varía de 13 a 40. Son delgadas, con forma de cerdas y de color blanco.
- Las espinas centrales miden hasta 2 cm de largo y su número puede ser de 1 a 5. Son fuertes, rectas y en forma de aguja. Su color puede ser blanco o amarillento, con los extremos marrones  .

Las flores son de diferentes tonalidades de naranja y rojo, en forma de embudo, muy abiertas, de hasta 4 cm de largo y de diámetro. Los frutos son esféricos, de color verde o gris rosado. Las semillas son negras y pequeñas.

## Distribución
El área de distribución nativa de este género es desde Bolivia hasta el noroeste de Argentina.

## Taxonomía
El género fue descrito por el botánico y micólogo ítalo-argentino Carlos Luis Spegazzini y publicado por primera vez en la revista científica Anales de la Sociedad Científica Argentina 96: 75 en 1923.

#### Etimología
Aylostera: nombre genérico formado a partir de las palabras griegas aulos, transliterado irregularmente como aylos, (que significa 'tubo') y stereos (que significa 'sólido'), en alusión al tubo floral sólido que poseen.

## Especies aceptadas
Actualmente, el género Aylostera consta de 27 especies aceptadas según la Plants of the World Online (POWO):
| Imagen | Nombre científico                                    | Distribución                   |
| ------ | ---------------------------------------------------- | ------------------------------ |
|        | Aylostera albiflora (F.Ritter & Buining) Backeb.     | Bolivia                        |
|        | Aylostera albopectinata (Rausch) Mosti & Papini      | Bolivia                        |
|        | Aylostera atrovirens (Backeb.) Mosti & Papini        | De Bolivia a Argentina         |
|        | Aylostera deminuta (F.A.C.Weber) Backeb.             | De Bolivia a Argentina         |
|        | Aylostera einsteinii (Frič) Mosti & Papini           | De Bolivia a Argentina         |
|        | Aylostera fiebrigii (Gürke) Backeb.                  | De Bolivia a Argentina         |
|        | Aylostera flavistyla (F.Ritter) Mosti & Papini       | Bolivia                        |
|        | Aylostera fusca (F.Ritter) Mosti & Papini            | Bolivia                        |
|        | Aylostera heliosa (Rausch) Mosti & Papini            | Bolivia                        |
|        | Aylostera hoffmannii (Diers & Rausch) Mosti & Papini | De Bolivia a Argentina (Salta) |
|        | Aylostera juckeri Diers                              | Bolivia                        |
|        | Aylostera kupperiana (Boed.) Backeb.                 | Bolivia (Tarija)               |
|        | Aylostera leucanthema (Rausch) Mosti & Papini        | Bolivia (Chuquisaca)           |
|        | Aylostera malochii (Slaba & Lad.Fisch.) Ritz         | Bolivia                        |
|        | Aylostera mamillosa (Rausch) Mosti & Papini          | Bolivia                        |
|        | Aylostera mandingaensis R.Wahl & Jucker              | Bolivia                        |
|        | Aylostera muscula (F.Ritter & P.Thiele) Backeb.      | Bolivia (Tarija)               |
|        | Aylostera narvaecense Cárdenas                       | Bolivia (Tarija)               |
|        | Aylostera nigricans (Wessner) Mosti & Papini         | Argentina                      |
|        | Aylostera perplexa (Donald) Mosti & Papini           | Bolivia                        |
|        | Aylostera pseudominuscula (Speg.) Speg.              | De Bolivia a Argentina         |
|        | Aylostera pulvinosa (F.Ritter & Buining) Backeb.     | Bolivia (Tarija)               |
|        | Aylostera pygmaea (R.E.Fr.) Mosti & Papini           | De Bolivia a Argentina         |
|        | Aylostera spinosissima (Backeb.) Backeb.             | Bolivia                        |
|        | Aylostera steinmannii (Solms) Backeb.                | De Bolivia a Argentina         |
|        | Aylostera tarvitaensis (F.Ritter) Mosti & Papini     | Bolivia                        |
|        | Aylostera tuberosa (F.Ritter) Backeb.                | Bolivia                        |